# Adelardo de Bath
Adelardo de Bath (em latim: Adelardus Bathensis; Bath: c. 1080 – Bath, c. 1152) foi um filósofo escolástico inglês do século XII, notório por seu papel de tradutor dos textos científicos árabes do período, contribuindo também para a renovação do interesse pela ciência da antiguidade. Destacava-se por sua atitude de desconfiança das autoridades intelectuais, promovendo a auto-suficiência da razão, não concebendo a mesma em conflito com a fé. É reconhecido como um dos poucos simpatizantes medievais do atomismo, na qual se inspirava para especular sobre a possibilidade de um universo feito de átomos, ao mesmo tempo que mantinha sua aderência à teoria dos quatro elementos comum a época.
Depois de múltiplos contactos, no Oriente, com a filosofia árabe, escreveu: Perdifficiles que quaestiones naturales, um compêndio de conhecimentos árabes para o latim os Elementos de Euclides.
Ensinou em Paris e Lião, tendo sido o primeiro a utilizar o raciocínio aristotélico da prova da existência de Deus, pelo movimento circular. A sua obra mais importante é: De eodem et diverso.